# Neoeryssamena mitonoana
Neoeryssamena mitonoana là một loài bọ cánh cứng trong họ Cerambycidae.